# NGC 4144
NGC 4144 est une galaxie spirale intermédiaire relativement rapprochée, vue par la tranche et située dans la constellation de la Grande Ourse. NGC 4144 a été découverte par l'astronome germano-britannique William Herschel en 1788.

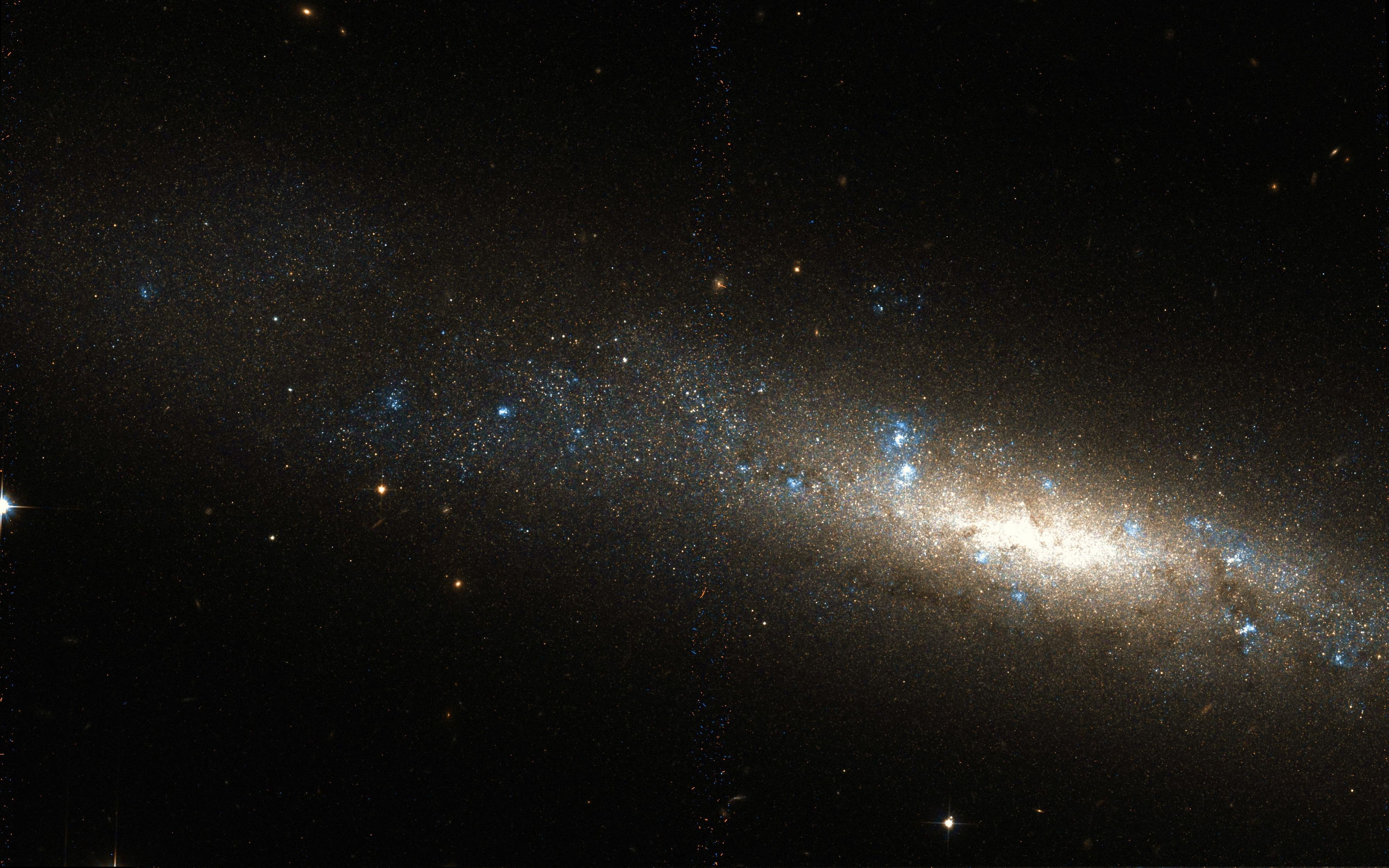
NGC 4144 par le télescope spatial Hubble.
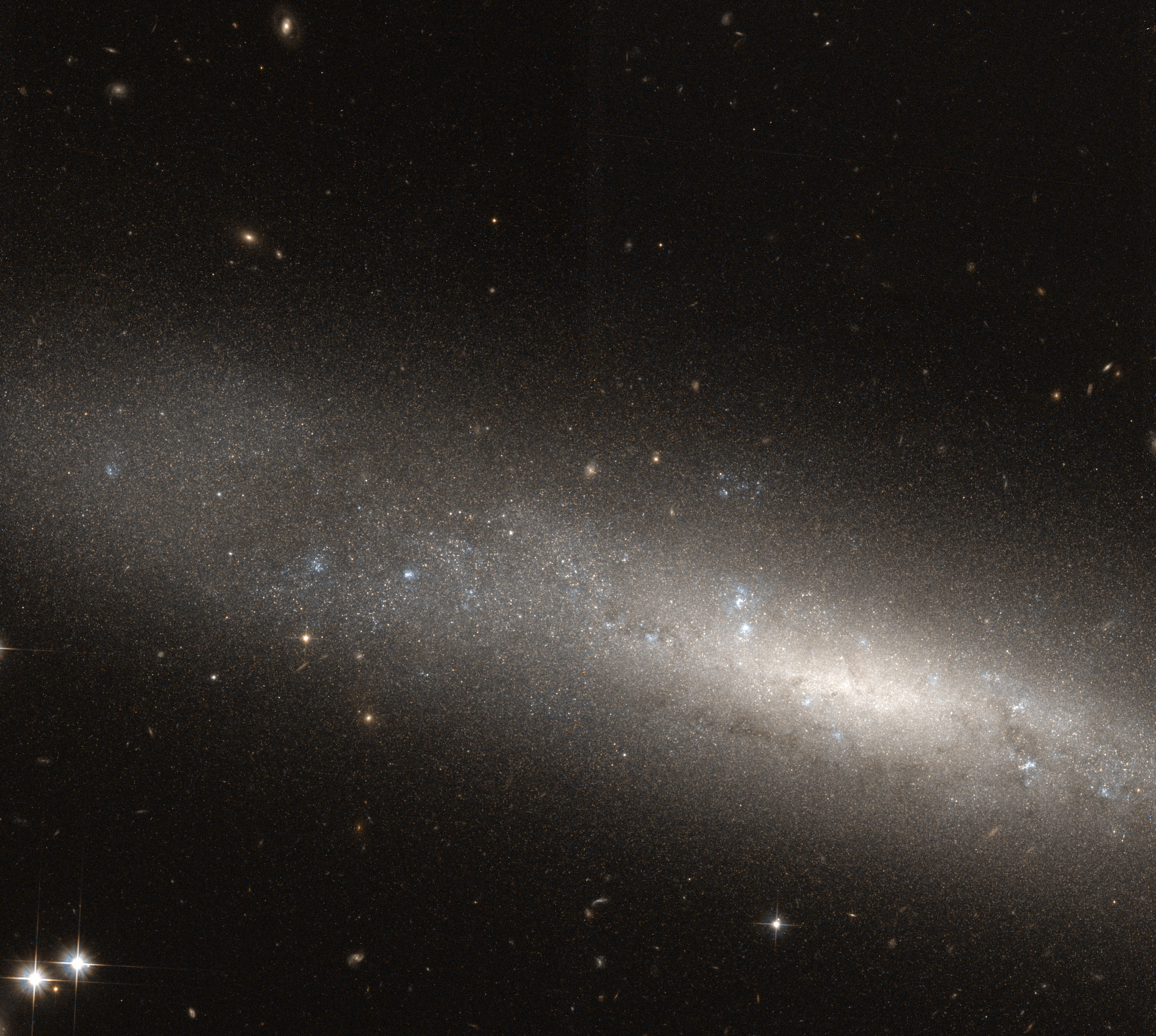
Gros plan de NGC 4144 par le télescope spatial Hubble.

## Caractéristiques
La classe de luminosité de NGC 4144 est III-IV et elle présente une large raie HI. Elle renferme également des régions d'hydrogène ionisé.

### Distance
Sa vitesse par rapport au fond diffus cosmologique est de 478 ± 15 km/s, ce qui correspond à une distance de Hubble de 7,05 ± 0,54 Mpc (∼23 millions d'al).
À ce jour, 23 mesures non basées sur le décalage vers le rouge (redshift) donnent une distance de 6,182 ± 1,726 Mpc (∼20,2 millions d'al), ce qui est à l'intérieur des valeurs de la distance de Hubble. Cependant, cette galaxie est relativement rapprochée du Groupe local. On obtient souvent des distances assez différentes pour les galaxies rapprochées en se basant sur le décalage en raison du mouvement propre de ces galaxies dans le groupe où l'amas où elles sont situées. Notons que c'est avec la valeur moyenne des mesures indépendantes, lorsqu'elles existent, que la base de données NASA/IPAC calcule le diamètre d'une galaxie.

### Brillance de surface
En raison d'une brillance de surface égale à 14,00 mag/am2, on peut qualifier NGC 4144 de galaxie à faible brillance de surface (LSB en anglais pour low surface brightness). Les galaxies LSB sont des galaxies diffuses (D) avec une brillance de surface inférieure de moins d'une magnitude à celle du ciel nocturne ambiant.

## Groupe de M106 et de M101
Selon A.M. Garcia, la galaxie NGC 4144 fait partie d'un groupe de galaxies qui compte au moins 24 membres, le groupe de M106 (désigné comme NGC 4258 dans son article). Les autres membres du New General Catalogue de ce groupe sont NGC 4242, NGC 4248, NGC 4258, NGC 4449, NGC 4460, NGC 4485, NGC 4490, NGC 4618, NGC 4625 et NGC 4736. La galaxie IC 3687 ainsi que 12 galaxies du Uppsala General Catalogue (UGC) complètent le groupe.
D'autre part, dans un article publié en 1998, Abraham Mahtessian indique que NGC 4144 fait partie d'un groupe plus vaste qui compte plus de 80 galaxies, le groupe de M101. Plusieurs galaxies de la liste de Mahtessian se retrouvent également dans d'autres groupes décrits par A.M. Garcia, soit le groupe de NGC 3631, le groupe de NGC 3898, le groupe de M109 (NGC 3992), le groupe de NGC 4051, le groupe de M106 (NGC 4258) et le groupe de NGC 5457.
Plusieurs galaxies des six groupes de Garcia ne figurent pas dans la liste du groupe de M101 de Mahtessian. Il y a plus de 120 galaxies différentes dans les listes des deux auteurs. Puisque la frontière entre un amas galactique et un groupe de galaxie n'est pas clairement définie (on parle de 100 galaxies et moins pour un groupe), on pourrait qualifier le groupe de M101 d'amas galactique contenant plusieurs groupes de galaxies.

## Amas de la grande Ourse et superamas de la Vierge
Les groupes de M101 et de M106 dont partie de l'amas de la Grande Ourse, l'un des amas galactiques du superamas de la Vierge.